# Catalina Mir Real
Catalina Mir Real (Palma de Mallorca, 24 de diciembre de 1881-Jaén, 14 de julio de 1961) fue una benefactora española. Pionera en la escolarización gratuita de niños y adolescentes con escasos recursos económicos.

## Biografía
Catalina, hija de Francisco Mir Palmer y Carmen Real, nace en Palma de Mallorca, en el seno de una familia acomodada, gracias al negocio familiar. En la capital balear transcurre su infancia hasta que se traslada junto a su familia a Barcelona, donde continua su formación académica. En los veranos regresa a Palma de Mallorca. Inquietos por la salud de Catalina, sus padres acuden en el verano de 1906 al balneario de Zuazo de Cuartango (Álava). Allí Catalina conoce a José de Bonilla Jaén, doctor en Derecho, con el que se casará el 27 de abril de 1908, en Barcelona.
El matrimonio se traslada a Jaén donde se instalará definitivamente. Se alojan en la casa-palacio de Cobaleda Nicuesa, colindante con la catedral jienense, próxima al barrio de la Alcantarilla. En 1910 Francisco Mir sufre un revés económico y la casa paterna de Son Buit en Palma es subastada. Su esposo José de Bonilla acude al rescate y recupera la casa. El matrimonio tiene cinco hijos: José Antonio (abogado, historiador y genealogista. Presidente de la Diputación de Jaén y Procurador en Cortes), Antonio (abogado del Estado, fallece en el campo de batalla con veintiséis años, durante la Guerra civil española) —agosto de 1936—, Francisco (ingeniero agrónomo), y los gemelos Enrique (médico) y Federico (arquitecto).
En el barrio de la Alcantarilla, en el que viven familias de agricultores y hortelanos, Catalina observa que los niños de estas familias abandonan ponto sus estudios para ayudar a sus padres en las tareas agrícolas; y decide intervenir. Junto con un grupo de amigas inicia la escuela nocturna del Niño Jesús de Praga (1919). Comienzan en una cochera, en la calle Ancha, con un maestro. Al final de ese curso académico se instalan en el antiguo seminario, con cuatro maestros además de un profesor de dibujo y otro de música. El proyecto recibe el apoyo de Pedro Poveda, Josefa Segovia Morón, y Cristino Morrondo (canónigo lector de la catedral de Jaén), y formalizan la constitución de la Fundación Benéfico Docente de la Escuela del Niño Jesús de Praga (23 de junio de 1921). Se trata de una escuela nocturna, a la que acuden niños de siete a dieciocho años. El equipo directivo está formado por: Catalina Mir (presidenta), Elisa Gutiérrez de Bonilla (secretaria), y Teresa de Gregorio (tesorera). Para buscar recursos, acuden a instituciones oficiales: Ayuntamiento, Diputación, Gobierno Civil, Ministerio de Educación. Además, de contar con pequeñas aportaciones mensuales de particulares. Durante la Guerra civil, la escuela —tomada por el bando republicano—, sigue funcionando. Finalizada la contienda, Catalina regresa a la escuela que, en 1957 amplia sus locales. Catalina, terciaria franciscana, fue una mujer de una profunda espiritualidad, que trató de poner en práctica y enseñar en la escuela. Se acercó a una fundación del obispo Manuel González García, las Marías de los Sagrarios.
Catalina fue pionera en la escolarización de los hijos de los trabajadores de esa zona. En el resto de España, la escolarización de los niños no fue obligatoria hasta los años setenta. Durante sus más de cincuenta años de historia, la escuela fundada por ella, escolarizó a más de 1500 niños, procedentes en su mayor parte, del barrio de La Alcantarilla.
Catalina fallece en Jaén el 14 de julio de 1961. Fue enterrada en el panteón familiar del cementerio de san Eufrasio.
Sus hijos, continuaron la labor docente de su madre. En 1980 se creó la Fundación Catalina Mir, con el fin de promover actividades de carácter asistencial y formativo a favor de la juventud y la familia, manteniendo los valores cristianos.
El Ayuntamiento de Jaén dedicó una calle de Catalina Mir.